# 니콜라이 게다

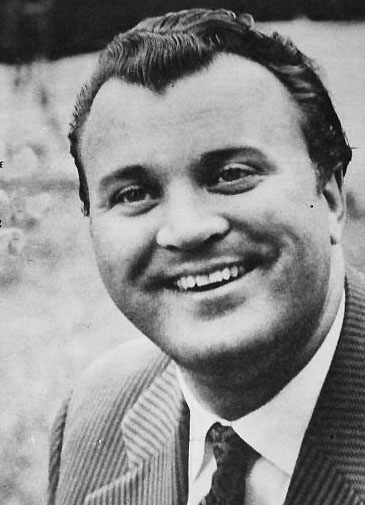
니콜라이 게다

해리 구스타프 니콜라이 게다(Harry Gustaf Nikolai Gädda) 또는 니콜라이 게다(Nicolai Gedda, 1925년 7월 11일 ~ 2017년 1월 8일)는 스웨덴의 테너 가수이다. 1952년 스톡홀름에서 데뷔했다. 1954년에 파리나 에이크스 안 프로방스에서 성공을 한 뒤부터 알려지게 되었다. 레퍼토리도 고전에서 현대에 이르기까지 광범하여 그 높은 음악성과 예술성은 정평이 있다. 1957년부터 메트로폴리탄에서는 바버, 잘츠부르크에서는 리버만의 작품을 초연하였다.